# Mawangdui
Mawangdui (chinês: 馬(马)王堆, pinyin: Mǎwángduī, lit. ‘Monte de King Ma’) é um sítio arqueológico localizado em Changsha, na China. A área consiste em duas colinas em forma de serra e contém os túmulos de três pessoas da Dinastia Han (206-209 d.C):  Marquis Li Cang, sua esposa, e um homem que acredita-se que era o seu irmão. A área foi escavada entre   1972 a 1974.  Muitos dos artefatos de Mawangdui são expostos no Museu da Província de Hunan.

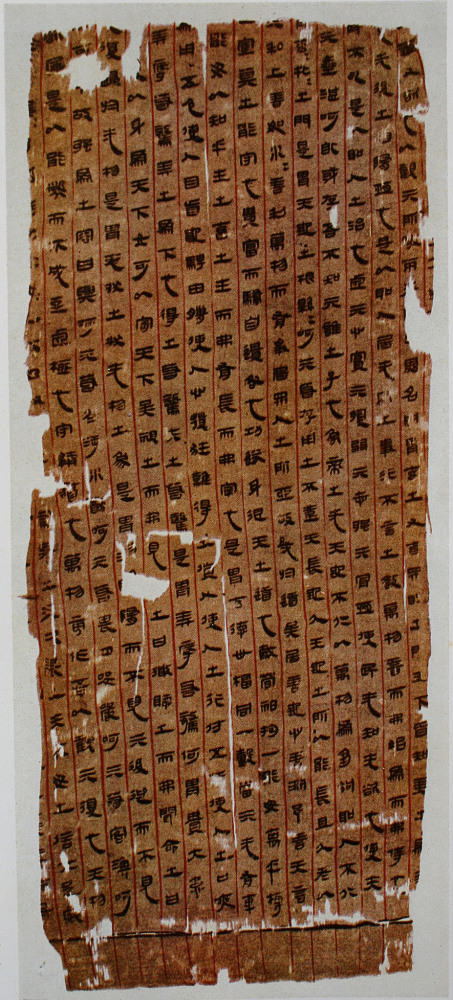
Manuscrito em seda, no segundo século depois de Cristo